# Pomponio Baso
Pomponio Baso (en latín: Pomponius Bassus, 220 - posterior a 271) fue un cónsul romano del siglo III que sirvió bajo el mando de los emperadores Valeriano (253–260) y Aureliano (270–275).

## Biografía
Posiblemente era hijo del tribuno con el mismo nombre, originario de Mesia, nieto o bisnieto del cónsul homónimo en el año 211 y bisnieto o bisnieto de Cayo Pomponio Basso Terenciano, y probablemente era un pariente de Pomponia Umídia, que pudo haber sido su madre o abuela. De orígenes pónticos y latinos, se sabe que tenía una esposa llamada Pomponia Cratídia, con la que tuvo una hija, Pomponia Bassa.
Basso es citado por primera vez en 259, cuando fue nombrado cónsul posterior con Emiliano. Su carrera posterior se describe principalmente en una inscripción en griego en la que se enumeran todos sus oficios. Primero fue como gobernador procónsul, posiblemente en África, en algún momento después de 259. Bassus fue uno de los senadores más importantes y respetados de su época. Tuvo su primer consulado en 259 bajo el reinado de los emperadores Valeriano y Galieno. Existe la posibilidad de que Bassus saltara a la fama después de su primer consulado.
Bajo el emperador Claudio II el Gótico, Bassus fue nombrado corrector, y fue un comes augusti. En enero de 271, Bassus compartió su segundo consulado con el emperador Aureliano, que fue el primer consulado que realizó.